# Jordan Hinsonová
Jordan Danielle Hinsonová (* 4. června 1991 El Paso) je americká herečka, známá hlavně rolí šerifovy dcery Zoe Carterové ve vědeckofantastickém seriálu Heuréka – město divů.
V dětství se věnovala závodně gymnastice, hrála v televizních reklamách. Ve dvanácti letech se přestěhovala do Hollywoodu, hrála ve filmu společnosti Disney o cestě mladé krasobruslařky za slávou Ledový sen a v psychothrilleru Skleněný dům 2. Hlavní úspěch jí přineslo angažmá v seriálu Heuréka – město divů, po němž podepsala smlouvu s agenturou APA. Kromě toho hraje v divadle, například roli Puka v Shakespeareově Snu noci svatojánské.
Má staršího bratra Shauna. Jejími zálibami jsou fotografování, malířství a skládání hudby. Má ráda skupinu The Killers, fantasy romány Kennetha Oppela a filmy jako Kmotr, Pulp Fiction nebo Americká krása. Je milovnicí zvířat (má tři psy), kritizovala společnost PETA za špatné podmínky panující v jejích útulcích.

## Filmografie

### Film
| Rok  | Název                 | Role         | Poznámky            |
| ---- | --------------------- | ------------ | ------------------- |
| 2004 | Dumping Ground        | Katie A.     | krátkometrážní film |
| 2006 | Skleněný dům 2        | Abby Snow    | Video               |
| 2011 | Zahulíme, uvidíme 3   | Mary         |                     |
| 2013 | Cesta krokodýlů       | Avery        |                     |
| 2014 | Bunker                | Becker       | krátkometrážní film |
| 2016 | The California No     | Kaley        |                     |
| 2016 | Living Among Us       | Carrie       |                     |
| 2016 | False Memory Syndrome | Emily Reed   |                     |
| 2017 | Higher Power          | Zoe Steadman |                     |

### Televize
| Rok     | Název                        | Role              | Poznámky                              |
| ------- | ---------------------------- | ----------------- | ------------------------------------- |
| 2005    | Ledový sen                   | Katelin Kingsford | televizní film                        |
| 2006    | Eureka: Hide and Seek        | Zoe Carter        | díl: Part One                         |
| 2006–12 | Heuréka – město divů         | Zoe Carter        | hlavní role, 50 dílů                  |
| 2008    | Dirt                         | Christa Darby     | díl: Dirty, Slutty Whores             |
| 2008    | Kriminálka Miami             | Hannah Radley     | díl: To Kill a Predator               |
| 2009–10 | Hank                         | Maddie Pryor      | hlavní role, 10 dílů                  |
| 2013    | A Mother's Rage              | Conner Mayer      | televizní film                        |
| 2015    | Tajemné vraždy               | Callie Banner     | TV film                               |
| 2015    | Trevor Moore: High in Church | Wife              | TV film                               |
| 2015    | Kevin from Work              | Roxie Daly        | Main role                             |
| 2016    | Life in Pieces               | Moderátorka       | díl: Tattoo Valentine Guitar Pregnant |